# Касапа
Кла́удио Робе́рто да Си́лва (порт.-браз. Cláudio Roberto da Silva), более известный как Касапа (порт.-браз. Caçapa; род. 29 мая 1976, Лаврас, Минас-Жерайс) — бразильский футболист, центральный защитник.
Играл за «Атлетико Минейро» и «Олимпик Лион», в последнем был капитаном. С 2007 по 2009 год выступал за английский «Ньюкасл Юнайтед». В 2009—2010 годах выступал за «Крузейро», в 2011 году за «Эвиан» и «Аваи».
Женат, имеет сына.

## Достижения
«Атлетико Минейро»
- Чемпион штата Минас-Жерайс: 1997
- Обладатель Кубка КОНМЕБОЛ: 1997

«Олимпик» Лион
- Чемпион Франции (6): 2002, 2003, 2004, 2005, 2006, 2007
- Обладатель Суперкубка Франции (5): 2002, 2003, 2004, 2005, 2006
- Обладатель Кубка французской лиги: 2001